# N723 (België)
De N723 is een gewestweg die het centrum van Genk verbindt met de N75 en de N763 in As. De route heeft een lengte van ongeveer 9 kilometer. Doordat de N75, een weg met vier (2x2) rijstroken, parallel loopt met de N723, wordt deze laatste weg amper gebruikt voor doorgaand verkeer. Langs bijna het gehele traject is er bebouwing, met uitzondering van een stuk tussen Waterschei en As (aan een kant van de weg) en een stuk tussen het centrum van As en het station van As (ook weer aan een kant van de weg).

## Traject
De N723 start vlak bij Shopping Center 1 in Genk bij een aan de gemeente Genk overgedragen deel van de N75. De weg loopt vervolgens langs de Genkse wijken Bret (met talrijke scholen) en Waterschei (kruispunt met de N744). Hierna gaat de weg verder naar As, met aan een kant van de weg het Bodembos. Net over de gemeentegrens met As is er een overweg over spoorlijn 21A (Kolenspoor) en vervolgens komt de N723 door de wijk Oeleinde. De weg loopt rond het centrum van As en kruist met een rotonde de N730. Na de volgende rotonde wordt de bebouwing wat minder dicht en verdwijnt ze aan een zijde. Dan doemt het voormalige station van As op, thans het hoofdkwartier van het zogenaamde Kolenspoor. Onmiddellijk daarna ligt er een overweg en iets verder eindigt de N723.

## Geschiedenis
Tot 1985, toen de Belgische wegen werden hernummerd, maakte de N723 deel uit van de N22.

## N723a
De N723a is een aftakking van de N723 bij As. De 500 meter lange route verbindt de N723 met de N730 via de Steenweg.